# Eupithecia semitinctaria
Eupithecia semitinctaria är en fjärilsart som beskrevs av Paul Mabille 1867. Eupithecia semitinctaria ingår i släktet Eupithecia och familjen mätare. Inga underarter finns listade i Catalogue of Life.

## Bildgalleri

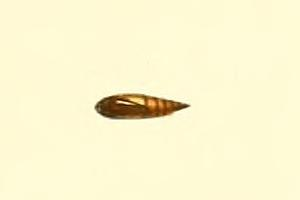
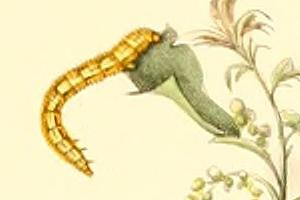
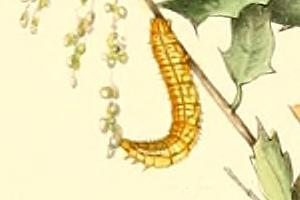